# Pronfelden (Spiegelau)
Pronfelden ist ein Gemeindeteil der Gemeinde Spiegelau im niederbayerischen Landkreis Freyung-Grafenau.

## Lage
Das Dorf Pronfelden liegt an der Großen Ohe unmittelbar südöstlich von Spiegelau. Die etwa 500 Meter südöstlich davon liegende Siedlung Pronfelden gehört nicht zu Spiegelau, sondern zur Gemeinde Sankt Oswald-Riedlhütte.

## Geschichte
„Pronfellden ain ödt, leit bey Reichenperg in dem Walld“ wird erstmals 1395 im „Urbar Schönberg“ aus dem Salbuch der Grafen von Hals erwähnt. Längere Zeit blieb der Ort eine Einöde, die aber wegen ihrer Passlage eine gewisse militärische Bedeutung hatte, wie eine Anordnung des Pflegeverwalters zur Sperrung und Besetzung aus dem Jahre 1641 zeigt. Das einzige Anwesen war dem Kastenamt Bärnstein unterstellt.
Bei der Bildung der Gemeinden 1818 kam Pronfelden zur Gemeinde Sankt Oswald. Auf dem „Urkataster“ von 1820 ist Pronfelden mit seinem Gutshof eingezeichnet. 1832 hatte der nunmehrige Weiler 24, 1868 26 Einwohner. Am 22. Mai 1902 wurde der Schriftsteller Paul Friedl in Pronfelden geboren. An den Arzt Dr. Alois Geiger, der 1943 wegen Wehrkraftzersetzung und Volksverrat hingerichtet wurde, erinnert die Dr.-Geiger-Straße. Erst im Zuge der Gebietsreform in Bayern kam Pronfelden 1978 größtenteils zur Gemeinde Spiegelau. 

## Sehenswürdigkeiten
- Paul-Friedl-Geburtshaus. Der ehemalige Gutsgasthof stammt aus dem 18., teilweise vielleicht sogar aus dem 17. Jahrhundert. Das Gebäude wurde abgetragen und wird im Freilichtmuseum Finsterau wieder aufgebaut.[1]